# Aula inclusiva
Aula inclusiva es un término utilizado en la pedagogía estadounidense para describir un aula en la que todos los estudiantes, independientemente de sus habilidades o destrezas, pueden participar de manera integral. La pedagogía detrás de un aula inclusiva se basa en la noción de que ser educados en un ambiente sin segregación prepara mejor a los estudiantes con necesidades especiales para la vida posterior. 
La Ley de Rehabilitación de 1973 garantizó los derechos civiles de las personas discapacitadas en los Estados Unidos. La inclusión de estudiantes discapacitados progresó lentamente hasta el No Child Left Behind Act de 2001, que le dio acceso a a las aulas generales a casi la mitad de los estudiantes estadounidenses con discapacidad. Esto supuso una carga considerable para los maestros y consejos escolares, que a menudo no estaban preparados para afrontar los cambios y sufrieron estrés y frustración, afectando el éxito de los programas. Una solución recomendada es la enseñanza conjunta con maestros especializado en alumnos con discapacidades, duplicando el personal docente para apoyar la inclusión en el aula. 

## Historia de la inclusión
Antes de la década de 1970, no existían políticas de inclusión en la mayoría de las escuelas en los Estados Unidos. A menudo, los estudiantes discapacitados no podían asistir a la escuela pública ya que se creía que no podían ser educados. Los niños sordos, ciegos o que tenían discapacidades emocionales o intelectuales eran enviados a instalaciones o instituciones especiales. A fines de la década de 1960, casi 200,000 personas con discapacidades significativas vivían en instituciones estatales que les proporcionaban necesidades básicas como alimentos, vivienda y ropa. Aquellos estudiantes con discapacidades leves eran separados del resto de la escuela, donde solo les podían enseñar maestros especialmente capacitados. Se creía que integrar a estos estudiantes en las aulas regulares haría que los maestros tuvieran que invertir demasiado tiempo con ellos debido a sus necesidades educativas especiales, haciendo que el resto de los estudiantes recibiera poca atención. Por ende, se creía que la presencia en el aula de estudiantes con discapacidades podía ser una carga para los estudiantes "regulares".
En los años 70, algunos estados norteamericanos comenzaron a aprobar leyes para permitir que los distritos escolares pudieran educar a los estudiantes con ciertos tipos de discapacidades, aunque generalmente no lo exigían. Su aplicación, sin embargo, no fue generalizada. En la década de 1950, Edward H. Stullken, presidente y miembro del Consejo de Niños Excepcionales de Illinois, comenzó a cuestionar la necesidad de separar a los estudiantes con discapacidades en las escuelas públicas. Esto condujo al que surgiera un movimiento de padres activistas que desafiaron esta segregación en los tribunales. Como resultado, se expandió la educación especial en las escuelas públicas. Un caso judicial exitoso en Pensilvania logró modificar la ley estatal para determinar la obligación de proporcionar una educación gratuita y adecuada a todos los niños, independientemente de la discapacidad que pudieran tener. Esta decisión judicial finalmente llevó a que en 1975 se sancionara de la Ley de Educación para Todos los Niños Discapacitados (EAHCA), que allanó el camino para todos los programas de educación especial.

### Cronología de la inclusión
La Ley de Rehabilitación de 1973 fue un paso fundamental para que las aulas de los Estados Unidos se volvieran inclusivas, garantizando los derechos civiles a todas las personas discapacitadas y asegurando el que los estudiantes discapacitados tuvieran plazas en las escuelas. El EAHCA de 1975 y sus enmiendas de 1986 y 1992 garantizaron los derechos educativos, asegurando que las instituciones recibieran fondos y alentando que los estados a desarrollar programas para personas con discapacidades. En 1997 la EAHCA fue revisada una vez más y reemplazada por la Ley de Educación para Individuos con Discapacidades (IDEA), que hizo obligatorio que todas las escuelas desarrollen y brinden una educación pública gratuita y apropiada para todos los niños independientemente de sus capacidades, en un ambiente lo menos restrictivo posible. Para esto se incluyó el uso de Planes de Educación Individual (IEP) que abarcarían a todos los estudiantes de educación especial. Estos requisitos marcaron el comienzo de una inclusión más completa. La reautorización de IDEA en 1997 garantizó un mayor acceso educativo para los estudiantes con discapacidades. 
Una reautorización de IDEA en 2004 hizo que este fuera alineada con la Ley No Child Left Behind (NCLB) de 2001, que apoyó la reforma educativa basada en la determinación de estándares que debían ser cumplidos por todas las escuelas. Esta reautorización incluyó tecnología apropiada y fondos alocados específicamente para educación especial. Para principios de la década de 2000, casi la mitad de los estudiantes con discapacidades estudiaban en clases inclusivas. A partir de 2013, la Asociación Nacional de Juntas de Educación del Estado (NASBE, por sus siglas en inglés) aún respalda firmemente la inclusión y se usa ampliamente en la mayoría de las aulas de los Estados Unidos. Aunque todavía hay controversias y debates sobre si la inclusión es la mejor práctica para los estudiantes con discapacidades, se ha convertido en la norma en la mayoría de las escuelas en los Estados Unidos. 

## Clasificación de los estudiantes
Las aulas inclusivas tienen estudiantes con diferentes discapacidades, problemas de comportamiento, problemas sociales, problemas de personalidad, déficits intelectuales, deficiencias cognitivas y diversidades físicas. Esto significa que cada aula podría considerarse inclusiva. El objetivo es que el maestro enseñe a cada alumno con un esfuerzo similar, sin ver la discapacidad. La instrucción diferenciada es extremadamente importante para mantener un aula inclusiva. 

### Discapacidades
IDEA define a un niño con una discapacidad como un niño que tiene discapacidades intelectuales, discapacidades auditivas (incluida la sordera), discapacidades del habla o del lenguaje, discapacidades visuales, alteraciones emocionales graves, discapacidades ortopédicas, autismo, lesiones cerebrales traumáticas, otra discapacidad de salud, problemas de aprendizaje, sordoceguera o discapacidades múltiples. En muchos casos, los estudiantes cubiertos por IDEA (2004) tienen IEP o planes 504. Estos estudiantes suelen estar emparejados con un paraprofesional en el aula. Este también puede ser llamado asistente, paraeducador o asistente de enseñanza. La investigación muestra que los estudiantes obtuvieron mejores resultados cuando el paraprofesional recibió capacitación en el manejo inclusivo del aula.

### Problemas sociales y de comportamiento.
Los problemas de comportamiento pueden variar en intensidad, yendo desde hablar fuera de turno hasta actos de violencia. Los modelos de respuesta a la intervención (RTI) e intervenciones y apoyos de comportamiento positivo (SWPBIS) son dos maneras en las que las escuelas están mejorando la educación para los estudiantes con este tipo de problemas.
Las herramientas de detección que se utilizan comúnmente incluyen:
- Escala de evaluación de comportamiento para niños (BASC-2).
- Escala de evaluación de comportamiento y emocional (BESS).
- Sistema breve de escalas de evaluación de competencia académica (BACESS)
- Sistema de información de toda la escuela (SWIS)
- Sistema de Mejora de Habilidades Sociales (SSIS)
- Escala de evaluación de riesgo estudiantil (SRSS)
- Escala de evaluación del comportamiento internalizado del alumno (SIBSS)
- Detección sistemática de trastornos de conducta (SSBD)
- Guías de transición de grado a fin de año

### Identidades personales
Los estudiantes con diferencia identidades personales diferentes incluyen aquellos con diferentes identidades espirituales, identidades sexuales, identidades de género, religiones o culturas. Se alienta a los maestros a que aumenten la representación de estos grupos en el plan de estudios a través de la literatura y otros materiales Sin embargo, una mayor representación de estudiantes con discapacidades no está asociada con mejores resultados para los alumnos en su conjunto. 

### Discapacidades cognitivas
Existen muchos tipos de deficiencias cognitivas, incluyendo déficits de atención y memoria, trastornos del lenguaje, función ejecutiva, resolución de problemas y razonamiento y deficiencias sociales. Muchos de estos estudiantes tendrán IEP y pueden requerir tiempo adicional para tareas y exámenes, sitios de exámenes alternativos, instrucciones repetidas y la reducción de respuestas en los exámenes de opción múltiple.

### Multiculturalismo
El multiculturalismo se refiere a la inclusión de estudiantes de todas las razas, culturas y etnias. Esta diversidad debe estar entrelazada en el currículo del aula para enseñar a todos los estudiantes de manera efectiva, teniendo en cuenta el contexto sociocultural de todos los alumnos. La instrucción comunitaria es un enfoque curricular que permite a los educadores diseñar lecciones que tengan múltiples roles, desafíos y oportunidades de aprendizaje. Es una herramienta utilizada para beneficiar a todos los estudiantes en aulas inclusivas. Las experiencias laborales, la metología de la investigación y el aprendizaje de servicio son algunos ejemplos de instrucción dentro de estas aulas inclusivas.

### Talento intelectual
De acuerdo con la USCS los estudiantes "dotados y talentosos" son aquellos capaces de un rendimiento más alto que lo normal en áreas como la capacidad intelectual, creativa, artística o de liderazgo y en campos académicos específicos. Para desarrollar plenamente estas capacidades, necesitan servicios o actividades que la escuela no proporciona habitualmente.
Un estudio encontró que los estudiantes superdotados tienen un mejor desempeño en las escuelas suburbanas que sus pares en las escuelas urbanas. Se cree que las deficiencias institucionales, como los planes de estudio deficientes, poca relación con los maestros y las brechas de oportunidades generales, son el razonamiento detrás del bajo rendimiento de los estudiantes de las escuelas urbanas.

## Teorías y enfoques
Existen diferentes enfoques sobre el diseño las lecciones, que deben ser aplicados dependiendo de las necesidades y antecedentes de los estudiantes. 
El primer paso es que los maestros hagan un esfuerzo por comprender a los estudiantes que requieren educación inclusiva. En las palabras de Cathy LeDoux, "El consenso en la literatura ha sido que los maestros de educación general no están preparados adecuadamente para trabajar con estudiantes con necesidades especiales y, por lo tanto, no están preparados para la inclusión". Por lo tanto, pueden producirse malentendidos, prejuicios y aislamiento. Los maestros deben intentar comprender a los estudiantes con necesidades especiales haciendo una serie de preguntas que incluyen: 
- ¿Qué desafíos presentan los estudiantes de educación especial para los maestros de educación general en aulas inclusivas?
- ¿Cuáles son las necesidades percibidas de los maestros de educación general en relación con la inclusión de estudiantes de educación especial en sus aulas?
- ¿De qué manera la administración puede apoyar a los maestros de educación general en la acomodación de estudiantes de educación especial?[19]

### Co-enseñanza
Este enfoque implica implementar la enseñanza conjunta, un proceso en el que dos maestros trabajan juntos dentro del mismo salón de clases. En el caso de la enseñanza inclusiva, un maestro generalmente no tiene la habilidad ni la comprensión que se necesita para relacionarse con los estudiantes con discapacidades. Por lo tanto, un maestro de educación especial es necesario para comprender los problemas que enfrentan los estudiantes con necesidades especiales. En este enfoque, los maestros de educación general y los maestros de educación especial deben ser comunicadores efectivos para crear planes de lecciones y ejercicios, usando métodos de comunicación que giran en torno a la inclusión de estudiantes con necesidades especiales.
Cuando un sistema de coenseñanza de sonido está en efecto, hay varios modelos de instrucción que pueden usarse. Un modelo se conoce como "selección de textos manejables" mediante el cual los maestros relacionan a los estudiantes con los materiales de lectura en función de la atención que requieran sus necesidades especiales. La legibilidad, la complejidad del vocabulario, el nivel de interés, los conocimientos previos y el uso de ayudas para la lectura son factores que se consideran al relacionar a los estudiantes con los textos. Específicamente, se considera la longitud del libro, la longitud del capítulo y si el libro mantendrá o no la atención del estudiante. La enseñanza conjunta también puede ayudar a unir las habilidades y capacidades de un estudiante relacionadas con la enseñanza inclusiva con un IEP, un programa desarrollado para cada estudiante con necesidades especiales. 

### Planes de educación individualizados.
Un programa educativo individualizado (IEP) es un documento que describe las necesidades educativas de un estudiante con discapacidad y determina objetivos para su educación, describiendo los programas y servicios que un distrito escolar proporcionará para ayudar al estudiante a progresar en su educación. Estos programas son definidos en base a la investigación sobre educación y evaluación del alumno, un enfoque para enseñar a un alumno con necesidades especiales y puede ayudar a integrar a ese alumno en un aula general, antes del progreso educativo del alumno. Un IEP puede determinar donde está ubicado un estudiante en educación inclusiva a través de pruebas, estudios y entrevistas con consejeros y familiares. Basándose en la disposición de tareas, proyectos de equipo y comunicación básica con otros estudiantes y maestros, los estudiantes pueden aprender qué es lo que mejor funciona para ellos. A pesar de la condición física, emocional o psicológica de un estudiante, un maestro debe comprometerse a comprender el bienestar de un estudiante para proporcionar el apoyo necesario y adecuado al contexto. La enseñanza inclusiva se puede facilitar para los maestros cuando se establecen sistemas que sientan las bases.

### Servicios de apoyo
Puede ser difícil determinar el papel que tienen los funcionarios, educadores y consejeros escolares al practicar la educación inclusiva, especialmente cuando los estudiantes con necesidades especiales son una rareza en su entorno escolar. La incertidumbre existente puede ser perjudicial para determinar cómo comenzar cualquier aspecto de la educación inclusiva, ya sean ideas, planes de lecciones o preguntas educativas y psicológicas. Una forma de superar esto es mediante la coordinación de todas estas etapas en una unidad progresiva de funcionamiento suave. Surgen preguntas sobre a quién deben visitar primero los estudiantes, qué preguntas deben plantearse, qué materias deben presentarse a los estudiantes para determinar en qué se desempeñarán bien. No es apropiado funcionar sin preparación cuando se trata de educación inclusiva. Por lo tanto, es mejor crear "un conjunto de principios para guiar los servicios de apoyo", incluso si son imperfectos. Estos principios deben basarse en las funciones sociales, educativas y psicológicas de los estudiantes discapacitados para servir mejor a sus objetivos educativos y personales. Los principios consolidarán los procesos y eliminarán la confusión relacionada con los sistemas escolares. También pueden aclarar los roles de los educadores, consejeros y administradores en términos de lo que cada uno puede hacer específicamente para los estudiantes con necesidades especiales. 

## Críticas

### Panorama general
Hay actitudes conflictivas en relación con las aulas inclusivas y la enseñanza de estudiantes con necesidades especiales dentro de las aulas convencionales. Un estudio argumentó que "las prácticas inclusivas permiten a los estudiantes convertirse en miembros plenos de una comunidad, lo que les permite desarrollarse tanto académica como socialmente". Las críticas a la inclusión universal sostienen que la práctica ignora las necesidades del estudiante, ya que las necesidades de muchos estudiantes no pueden satisfacerse razonablemente en entornos de educación general. Además, argumentan que el movimiento por las aulas totalmente inclusivas prioriza los valores e ideologías sobre la evidencia. Además, muchos defensores de la inclusión completa, incluida Paula Kluth, también defienden prácticas de comunicación facilitadas pseudocientíficas.
Las actitudes positivas y negativas que existen entre los docentes pueden afectar el éxito de las aulas inclusivas. Los factores que influyen en la actitud de los maestros incluyen: diferencias entre los maestros, entornos de aprendizaje en el aula, adecuación del apoyo, estrés y disposición para incluir. Los hallazgos de un artículo publicado en Learning Environments Research sugieren que los educadores que eran receptivos y asumían la autoridad directa tenían una mejor oportunidad de lograr el éxito. Sin embargo, las actitudes de los maestros no determinan por sí solas la idoneidad de una colocación educativa para satisfacer las necesidades educativas de los alumnos con necesidades especiales. Los estudiantes con impedimentos severos, sensoriales o múltiples pueden ser menos propensos a recibir servicios educativos apropiados en un aula inclusiva, independientemente de la actitud del maestro. Estos estudiantes requieren intervenciones intensivas, efectivas y basadas en evidencia dirigidas a sus necesidades únicas. 

### Actitudes negativas en maestros
Las actitudes negativas hacia la inclusión entre los maestros están vinculadas a las frustración que pueden tener respecto a sus propias habilidades para enseñar en un aula inclusiva. Si bien los talleres de desarrollo profesional pueden tener un impacto positivo en las habilidades de los maestros para enseñar a los estudiantes con trastornos de aprendizaje específicos, estos no siempre se ofrecen.
Además de estas frustraciones, los maestros pueden sentir miedos vinculados a no conocer "la mejor manera de incorporar a los estudiantes con discapacidades en un entorno educativo regular", lo que sirve como una barrera para prevenir la "inclusión completa".
Se descubrió que los maestros menos inclinados a incluir estudiantes con necesidades especiales en sus aulas también expresaron una mayor preocupación por el éxito educativo de los estudiantes. Esta paradoja lleva a los maestros a "ser menos proactivos en apoyarlos de manera efectiva".

### Actitudes positivas en maestros
También se ha sugerido que las actitudes positivas en los docentes dependen de la implementación de políticas y prácticas educativas inclusivas en el aula. Dado que la simple aceptación de la inclusión probablemente afecte el compromiso de los docentes con su implementación, las creencias y actitudes de los docentes son fundamentales para garantizar el éxito.
Otro factor que influye en la actitud de los docentes frente a la inclusión es su preparación previa (es decir, cursos educativos o de educación general). Se ha sugerido que "la capacitación previa al servicio puede ser el momento óptimo para abordar las preocupaciones de los educadores y cambiar cualquier actitud negativa sobre la educación inclusiva". Cuando los maestros amplían sus conocimientos sobre educación especial y las necesidades de los estudiantes con discapacidades especiales, moldeando sus perspectivas y dándoles confianza para enseñar en un aula inclusiva.